# Quod di prius omen in ipsum convertant

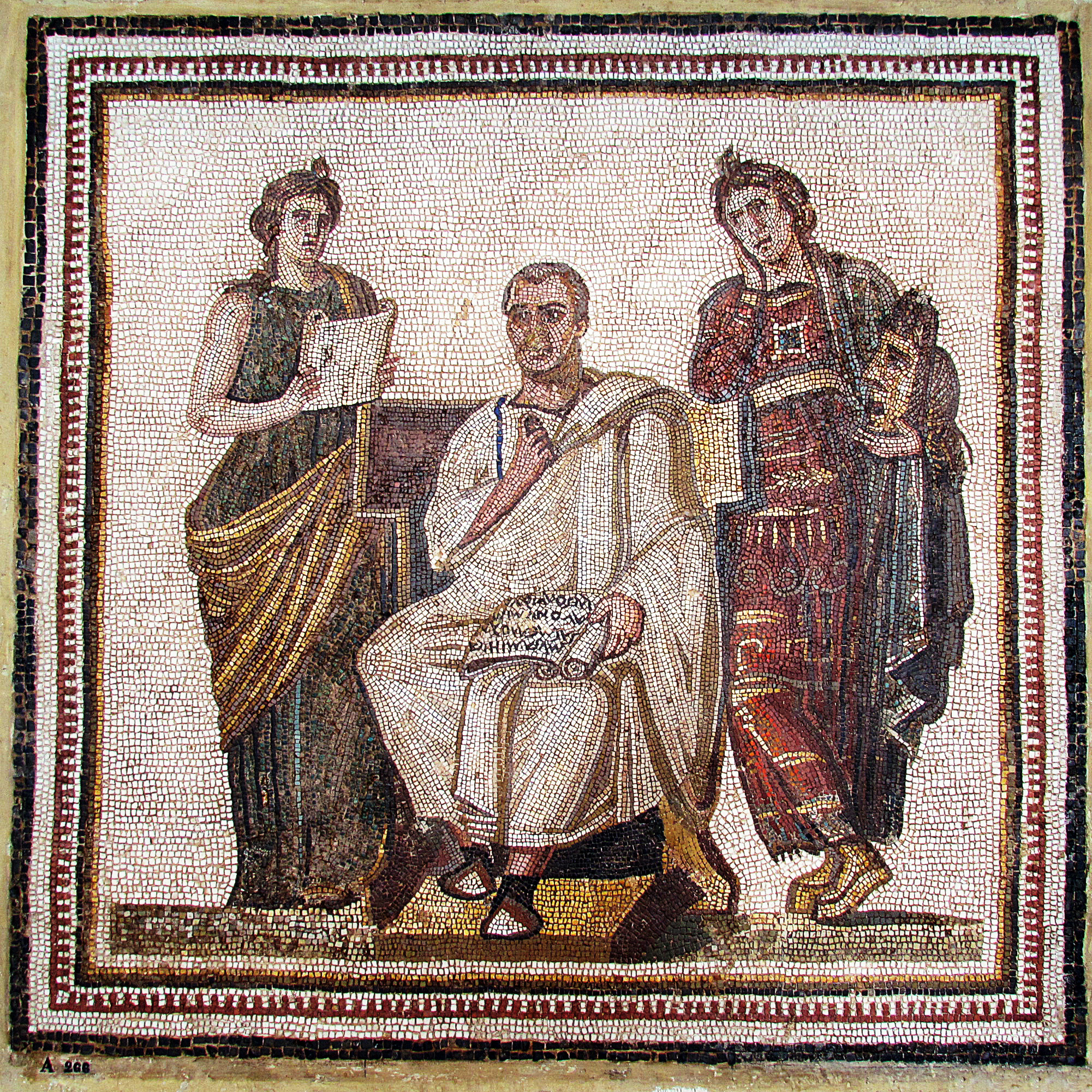
Virgilio con lEneide tra Clio e Melpomene (Museo nazionale del Bardo, Tunisi)

Quod di prius omen in ipsum convertant è una locuzione latina, che tradotta letteralmente significa «che gli dei ritorcano tale destino su di lui».
Il greco Sinone racconta ai troiani che il cavallo di legno non è altro che un dono per la dea Minerva costruito su suggerimento del sacerdote Calcante. La distruzione dello stesso per opera dei troiani sarebbe un affronto alla dea che rivolgerebbe la sua ira sulla città di Priamo, «...ma piuttosto che questo accada - esclama Sinone - che gli dei ritorcano tale destino su di lui!» (il riferimento è a Calcante). Suggerisce poi la seconda eventualità: portare il simulacro di legno all'interno della mura significava salvare Troia assicurandole il favore e la protezione di Minerva.